# Cambra de Diputats de Luxemburg
La Cambra de Diputats (luxemburguès Châmber vun Députéirten, francès Chambre des Députés, alemany Abgeordnetenkammer), és l'assemblea legislativa unicameral del Gran Ducat de Luxemburg. També és coneguda com a Krautmaart, ja que es troba a la seva cantonada.
La Cambra està formada per 60 escons. Els diputats són elegits per sufragi universal en representació proporcional durant un període de cinc anys en quatre circumscripcions. Els votants poden votar tant per candidats com per circumscripcions.

## Funcions
La funció de la Cambra dels Diputats és recollita en el capítol IV de la Constitució de Luxemburg, el primer article del qual estableix que el propòsit de la Cambra és la representació del país. Luxemburg és una democràcia parlamentària, en la que la cambra és elegida per sufragi universal mitjançant la regla D'Hondt per llistes de partits en representació proporcional.
Totes les lleis han de passar per la Cambra, i cada proposta de llei ha de ser sotmesa a dues votacions, amjb un intervals d'almenys tres mesos entre ambdues, per tal que esdevingui llei. Les lleis han de ser aprovades per majoria absoluta, sempre que hi sigui present un quòrum de la meitat dels diputats

## Edifici de la Cambra
La Cambra de Diputats té les sessions a l'Hôtel de la Chambre, situat a Krautmaart, Ville Haute, barri de Ciutat de Luxemburg. Fou construït entre 1858 i 1860 com a annex del Palau Gran Ducal, que ha estat usat des d'aleshores en totes les convocatòries de la Cambras.
L'edifici fou dissenyat per Antoine Hartmann en un estil historicista on es combinen elements del neogòtic, neorenaixement, i arquitectura neoclàssica. El Palau Gran Ducal Palace, en contrast, fou construït en estils renaixentista i barroc, però renovat el 1891 en estil historicista neorenaixentista.